# Yanglin (sockenhuvudort i Kina, Hubei Sheng, lat 30,64, long 113,19)
Yanglin (kinesiska: 杨林, 杨林街道) är en sockenhuvudort i Kina. Den ligger i provinsen Hubei, i den centrala delen av landet, omkring 100 kilometer väster om provinshuvudstaden Wuhan. Antalet invånare är 28 208. Befolkningen består av 13 179 kvinnor och 15 029 män. Barn under 15 år utgör 13,0 %, vuxna 15-64 år 76 %, och äldre över 65 år 9,0 %.
Runt Yanglin är det tätbefolkat, med 613 invånare per kvadratkilometer. Närmaste större samhälle är Jingling, 8,4 km väster om Yanglin. Trakten runt Yanglin består till största delen av jordbruksmark.
Genomsnittlig årsnederbörd är 1 371 millimeter. Den regnigaste månaden är juli, med i genomsnitt 192 mm nederbörd, och den torraste är december, med 18 mm nederbörd.